# Paracles pallidivena
Paracles pallidivena är en fjärilsart som beskrevs av William Schaus 1904. Paracles pallidivena ingår i släktet Paracles och familjen björnspinnare. Inga underarter finns listade i Catalogue of Life.